# Regina Echeverria
Regina Lico Echeverria (São Paulo, 6 de agosto de 1951) é uma jornalista e escritora brasileira.
Sua especialidade são biografias.

## Carreira
Trabalha como jornalista desde 1972, atuando em diversos jornais renomados do Brasil. Trabalhou em O Estado de S. Paulo, Jornal da Tarde, Folha de S.Paulo e nas revistas Veja, IstoÉ, Placar e A Revista.
Em televisão trabalhou na Abril Vídeo, TV Bandeirantes, RedeTV! e SBT.

### Livros
Tem escrito várias biografias, algumas de personalidades da música e da cultura brasileira, publicando diversos livros em toda sua carreira como de Cazuza, Princesa Isabel, Pierre Verger, Elis Regina e Gonzaguinha.
Seu primeiro livro, Só as Mães são Felizes, conta sobre a vida de Cazuza a partir de depoimentos da mãe do compositor, Lucinha Araújo. O livro deu origem ao filme Cazuza – O Tempo não Para.[carece de fontes?]
Também é autora do livro Gonzaguinha e Gonzagão – Uma História Brasileira, que aborda a relação entre pai e filho de Luiz Gonzaga e Gonzaguinha. O livro serviu como base para o filme Gonzaga: de Pai para Filho, de Breno Silveira.
Em 2019, lança a biografia do cantor Fágner, baseada no acervo sobre a vida e a trajetória organizado pela irmã dele Marta Lopes, com cartas, fotos e reportagens de jornais.
- Cazuza - Só as mães são felizes (1997)[13]
- Cazuza, preciso dizer que te amo (2001)
- Pierre Verger, um retrato em preto e branco - com Cida Nóbrega (2002)
- Furacão Elis (2006)
- Gonzaguinha e Gonzagão – Uma História Brasileira (2006)[14]
- Mãe Menininha do Gantois, uma biografia - com Cida Nóbrega (2007)
- Sarney - A Biografia (2011)[15]
- Sócrates Brasileiro - Minha vida ao lado do maior torcedor do Brasil (2013)
- A história da Princesa Isabel - Amor, liberdade, e exílio, uma biografia (2014)[16]
- Raimundo Fagner: quem me levará sou eu (2019)